# Orientocoluber spinalis
Orientocoluber spinalis is een slang uit de familie toornslangachtigen (Colubridae) en de onderfamilie Colubrinae.

## Naam en indeling
De wetenschappelijke naam van de groep werd voor het eerst voorgesteld door Wilhelm Peters in 1866. Oorspronkelijk werd de wetenschappelijke naam Masticophis spinalis gebruikt en later behoorde de soort tot de geslachten Zamenis en Coluber.
De soort werd door V. E. Kharin in 2011 aan het geslacht Orientocoluber toegewezen en is tegenwoordig de enige vertegenwoordiger van deze monotypische groep. De wetenschappelijke soortaanduiding spinalis betekent vrij vertaald 'stekelachtig'.

## Verspreidingsgebied
Orientocoluber spinalis komt voor in uiterst oostelijk Europa en in delen van Azië. De slang is aangetroffen in de landen Kazachstan, Rusland, Mongolië, China, Noord-Korea en Zuid-Korea.